# Atletica leggera ai Giochi della XXXIII Olimpiade - Salto in alto maschile
Ai Giochi della XXXIII Olimpiade la competizione del salto in alto maschile si è svolta nei giorni 7 e 10 agosto 2024 presso lo Stade de France di Parigi.

## Presenze ed assenze dei campioni in carica
| Competizione         | Atleta                               | Prestazione | Parigi 2024 |
| -------------------- | ------------------------------------ | ----------- | ----------- |
| Olimpiadi 2020       | Mutaz Essa Barshim Gianmarco Tamberi | 2,37 m      | Presente    |
| Commonwealth 2022    | Hamish Kerr                          | 2,25 m      | Presente    |
| Asiatici 2022        | Mutaz Essa Barshim                   | 2,35 m      | Presente    |
| Panamericani 2023    | Luis Zayas                           | 2,27 m      | Presente    |
| Mondiali 2023        | Gianmarco Tamberi                    | 2,36 m      | Presente    |
| Europei 2024         | Gianmarco Tamberi                    | 2,37 m      | Presente    |
|                      |                                      |             |             |
| Mondiali junior 2022 | Brandon Pottinger                    | 2,14 m      | Non qual.   |

## La gara

Video integrale della Finale

### Nuovi record
Durante la competizione è stato eguagliato un record continentale, quello dell'Oceania:
- 2,36 m: Hamish Kerr (Nuova Zelanda), in Finale

## Risultati

### Qualificazioni
| Pos. | Gruppo | Atleta             | Nazionalità   | 2,15 m | 2,20 m | 2,24 m | 2,27 m | 2,29 m | Risultato | Note |
| ---- | ------ | ------------------ | ------------- | ------ | ------ | ------ | ------ | ------ | --------- | ---- |
| 1    | A      | Shelby McEwen      | Stati Uniti   | o      | –      | o      | o      | r      | 2,27 m    | q    |
| 2    | B      | Hamish Kerr        | Nuova Zelanda | o      | xx     | xo     | o      | r      | 2,27 m    | q    |
| 3    | A      | Mutaz Essa Barshim | Qatar         | o      | o      | o      | xo     | r      | 2,27 m    | q    |
| 3    | A      | Woo Sang-hyeok     | Corea del Sud | o      | o      | o      | xo     | r      | 2,27 m    | q    |
| 5    | A      | Ryoichi Akamatsu   | Giappone      | o      | o      | xxo    | xo     | r      | 2,27 m    | q    |
| 6    | A      | Stefano Sottile    | Italia        | o      | o      | o      | xxx    |        | 2,24 m    | q    |
| 6    | B      | Gianmarco Tamberi  | Italia        | –      | o      | o      | xxx    |        | 2,24 m    | q    |
| 8    | B      | Romaine Beckford   | Giamaica      | o      | xo     | o      | xxx    |        | 2,24 m    | q    |
| 9    | A      | Brian Raats        | Sudafrica     | o      | xxo    | o      | xxx    |        | 2,24 m    | q    |
| 9    | A      | Jan Štefela        | Rep. Ceca     | o      | xxo    | o      | xxx    |        | 2,24 m    | q    |
| 11   | B      | Oleh Doroshchuk    | Ucraina       | o      | o      | xo     | xxx    |        | 2,24 m    | q    |
| 12   | B      | Tihomir Ivanov     | Bulgaria      | o      | xo     | xo     | xxx    |        | 2,24 m    | q    |
| 13   | B      | Brandon Starc      | Australia     | xxo    | xo     | xo     | xxx    |        | 2,24 m    |      |
| 14   | A      | Luis Zayas         | Cuba          | o      | o      | xxo    | –      | xxx    | 2,24 m    |      |
| 15   | A      | Luis Castro        | Cuba          | o      | o      | xxx    |        |        | 2,20 m    |      |
| 15   | B      | Fernando Ferreira  | Brasile       | o      | o      | xxx    |        |        | 2,20 m    |      |
| 15   | B      | Erick Portillo     | Messico       | o      | o      | xxx    |        |        | 2,20 m    |      |
| 15   | A      | Edgar Rivera       | Messico       | o      | o      | xxx    |        |        | 2,20 m    |      |
| 19   | B      | Thomas Carmoy      | Belgio        | o      | xo     | xxx    |        |        | 2,20 m    |      |
| 19   | B      | JuVaughn Harrison  | Stati Uniti   | o      | xo     | xxx    |        |        | 2,20 m    |      |
| 19   | A      | Wang Zhen          | Cina          | o      | xo     | xxx    |        |        | 2,20 m    |      |
| 22   | A      | Alperen Acet       | Turchia       | xxo    | xo     | xxx    |        |        | 2,20 m    |      |
| 23   | B      | Yual Reath         | Australia     | o      | xxo    |        |        |        | 2,20 m    |      |
| 23   | B      | Tomohiro Shinno    | Giappone      | o      | xxo    | xxx    |        |        | 2,20 m    |      |
| 25   | B      | Sarvesh Kushare    | India         | o      | xxx    |        |        |        | 2,15 m    |      |
| 25   | A      | Vladislav Lavskyj  | Ucraina       | o      | xxx    |        |        |        | 2,15 m    |      |
| 27   | B      | Joel Baden         | Australia     | xo     | xxx    |        |        |        | 2,15 m    |      |
| 28   | A      | Vernon Turner      | Stati Uniti   | xxo    | xxx    |        |        |        | 2,15 m    |      |
|      | A      | Donald Thomas      | Bahamas       | xxx    |        |        |        |        | nm        |      |
|      | B      | Tobias Potye       | Germania      | xxx    |        |        |        |        | nm        |      |
|      | B      | Andrij Procenko    | Ucraina       | xxx    |        |        |        |        | nm        |      |

Fonte: .

### Finale
| Pos.    | Atleta             | Nazionalità   | 2,17 m | 2,22 m | 2,27 m | 2,31 m | 2,34 m | 2,36 m | 2,38 m | Spareggio | Spareggio | Spareggio | Risultato | Note                                     |
| Pos.    | Atleta             | Nazionalità   | 2,17 m | 2,22 m | 2,27 m | 2,31 m | 2,34 m | 2,36 m | 2,38 m | 2,38 m    | 2,36 m    | 2,34 m    | Risultato | Note                                     |
| ------- | ------------------ | ------------- | ------ | ------ | ------ | ------ | ------ | ------ | ------ | --------- | --------- | --------- | --------- | ---------------------------------------- |
| Oro     | Hamish Kerr        | Nuova Zelanda | o      | o      | o      | xxo    | o      | o      | xxx    | x         | x         | o         | 2,36 m    | =                                        |
| Argento | Shelby McEwen      | Stati Uniti   | o      | o      | o      | o      | xxo    | o      | xxx    | x         | x         | x         | 2,36 m    | Miglior prestazione personale            |
| Bronzo  | Mutaz Essa Barshim | Qatar         | –      | o      | o      | o      | o      | xx-    | x      |           |           |           | 2,34 m    | Miglior prestazione personale stagionale |
| 4       | Stefano Sottile    | Italia        | o      | o      | o      | xo     | o      | xxx    |        |           |           |           | 2,34 m    | Miglior prestazione personale            |
| 5       | Ryoichi Akamatsu   | Giappone      | o      | o      | xo     | o      | xxx    |        |        |           |           |           | 2,31 m    | Miglior prestazione personale            |
| 6       | Oleh Doroshchuk    | Ucraina       | o      | o      | xo     | xo     | xxx    |        |        |           |           |           | 2,31 m    | Miglior prestazione personale            |
| 7       | Woo Sang-hyeok     | Corea del Sud | o      | o      | xo     | xx     |        |        |        |           |           |           | 2,27 m    |                                          |
| 8       | Tihomir Ivanov     | Bulgaria      | xo     | o      | xo     | xxx    |        |        |        |           |           |           | 2,27 m    | Miglior prestazione personale stagionale |
| 9       | Jan Štefela        | Rep. Ceca     | xxo    | o      | xxx    |        |        |        |        |           |           |           | 2,22 m    |                                          |
| 10      | Romaine Beckford   | Giamaica      | o      | xo     | xxx    |        |        |        |        |           |           |           | 2,22 m    |                                          |
| 11      | Gianmarco Tamberi  | Italia        | –      | xxo    | xxx    |        |        |        |        |           |           |           | 2,22 m    |                                          |
| 12      | Brian Raats        | Sudafrica     | o      | xxx    |        |        |        |        |        |           |           |           | 2,17 m    |                                          |

Fonte: .